# Lavaca (Arkansas)
Lavaca é uma cidade localizada no estado americano de Arkansas, no Condado de Sebastian.

## Demografia
Segundo o censo americano de 2000, a sua população era de 1825 habitantes.
Em 2006, foi estimada uma população de 2128, um aumento de 303 (16.6%).

## Geografia
De acordo com o United States Census Bureau tem uma área de 5,6 km², sem área coberta por água. Lavaca localiza-se a aproximadamente 129 m acima do nível do mar.

## Localidades na vizinhança
O diagrama seguinte representa as localidades num raio de 24 km ao redor de Lavaca.